# Provincia de Neiva
La provincia de Neiva, también llamada gobierno de Neiva durante la época imperial española, fue una entidad administrativa y territorial de la Nueva Granada, creada en 1610 como corregimiento del Virreinato del Perú. En 1717 una Real Cédula expedida por el rey Felipe V de España creó el Virreinato de Nueva Granada, por medio de la cual la provincia fue agregada a este último.
Durante la época de emancipación de las colonias americanas (1810-1816), Neiva se declaró Estado Libre y luego se incorporó a las Provincias Unidas de la Nueva Granada; en la época de la Gran Colombia hizo parte del Departamento de Cundinamarca, el cual cubría territorialmente todo lo que hoy son Colombia y Panamá.
Posteriormente a la disolución de este país (1830) perteneció a la República de la Nueva Granada, de carácter centralista, hasta que finalmente se implantó el sistema federal en la Nueva Granada en 1858 y la provincia pasó a ser entonces una de las provincias constituyentes del Estado Soberano del Tolima.

## Historia

### Antecedentes

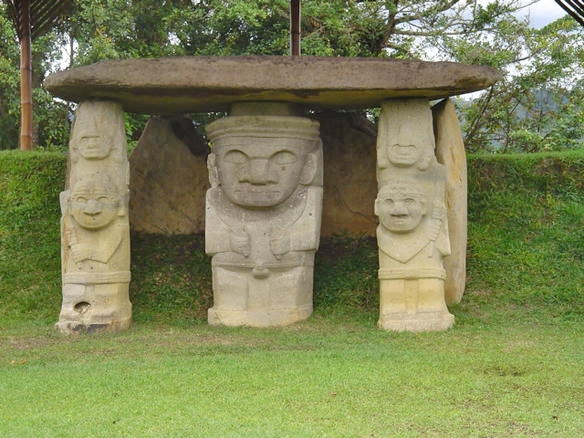
Estatuas de un monumento mortuario de la Cultura Aborigen de San Agustín.

Antes de la época hispánica, la región del alto Magdalena poseía una compleja red comercial entre los pobladores de las vertientes de las cordilleras Central y Oriental. Se han hallado vestigios de una cultura muy antigua, que habitó la parte sur de la provincia de Neiva entre el 1000 a. C. y 1650 d. C. y que hoy se denomina Cultura San Agustín. Entre los grupos indígenas existentes a la llegada de los conquistadores se destacaban en el norte los Pijaos, en el sur los Andaquíes y Yalcones, en el occidente los Paeces y en el oriente los Tamas.
Muchos de estos grupos eran orfebres. Muchas de las reliquias encontradas actualmente en la región son de oro o plata provenientes de las minas situadas alrededor del río Saldaña, en el valle alto del Magdalena y en las vertientes de la cordillera Oriental.

### Dominio español
En el periodo comprendido entre 1510 y 1540 se crearon las principales gobernaciones del Nuevo Reino de Granada a partir de la desmembración de la Nueva Andalucía y Castilla de Oro: Santa Marta, Cartagena y Popayán. Posteriormente al establecimiento de la Real Audiencia de Santafé en 1564, se adelantó la primera división política de sus territorios. Mariquita fue entonces designada como uno de los dos corregimientos de provisión real (el otro fue Tunja); Neiva formó primero parte del Corregimiento de Mariquita y luego de la Gobernación de Popayán hasta 1610, cuando fue segregada para formar la nueva Provincia de Neiva.
En 1763 Neiva pasa entonces a ser formalmente una de las provincias de dicho territorio, denominación que conserva durante la colonia y gran parte de la república. Por medio de la Real Cédula 1717 forma parte del Virreinato de Nueva Granada, separado este del de Perú.
Durante la colonia se fundaron pueblos de indios y mestizos y se crearon grandes haciendas ganaderas. La explotación cauchera dio paso a nuevas vías y poblados.

### Emancipación
Entre 1807 y 1808 las tropas francesas al mando de Napoléon Bonaparte invadieron a España y este nombró rey a su propio hermano José Bonaparte. Es así como España vivió su propia guerra de independencia contra Francia entre 1080 y 1814, momento que aprovecharon sus colonias para reclamar su derecho a ejercer un autogobierno.
Es por tanto que en 1810, Santafé de Bogotá y otras localidades de la Nueva Granada establecen Juntas Supremas. Entre estas juntas estaban la de Santa Fe de Antioquia (presidida por Francisco de Ayala), la de Cali (Joaquín de Caizedo y Cuero), la de Cartagena (José María García de Toledo), la de Mompós (José María Salazar y José María Gutiérrez de Caviedes), la de Neiva (José Domingo Falla), la de Pamplona (Domingo Tomás de Burgos), la de Popayán (Miguel Tacón, substituido por Joaquín de Caizedo y Cuero), la de Santa Marta (Víctor de Salcedo), la del Socorro (José Lorenzo Plata), la de Sogamoso (Domingo José Benítez), la de Tunja (Juan Agustín de la Rocha), la de Nóvita (Miguel Antonio Moreno), la de Mariquita (Francisco de Mesa y Armero), la de Girón (Eloy Valenzuela) y la de Citará (José María Valencia). Estas provincias crearon la Primera República independiente de Colombia conocida como Provincias Unidas de la Nueva Granada.
El 27 de julio de 1810 estalló un movimiento independentista encabezado por José Joaquín Chacon y el 4 de agosto se formó una junta de gobierno dirigida por José Antonio Falla González. El 27 de agosto de 1810 el Cabildo de Timaná, presidido por José Manuel de Silva, se reunió para definir quien debería ser el representante de la provincia al congreso general del reino. El elegido es Jorge Tomás de Hermida. El Cabildo se traslada a Garzón en septiembre, ciudad donde se redactó y proclamó la Constitución, lo que produjo una revuelta en Timaná. El Cabildo da participación en el gobierno a los indígenas.
El 21 de septiembre Timaná, Neiva, Purificación y La Plata se unieron quedando fuera Garzón. El 10 de octubre Garzón accedió a reconocer a la Junta provincial provisional de Neiva. El 23 de febrero de 1811 Neiva declaró la guerra a Popayán, que en ese momento era realista. El 11 de julio de 1811 Garzón se une a Cundinamarca. El 30 de septiembre el congreso provincial nombró presidente a Manuel Longas quien decidió unirse a Cundinamarca (aunque la orden no fue obedecida por el representante en las Provincias Unidas) lo que se llevó a efecto el 1 de octubre de 1811, pero el 19 de enero de 1812 volvió a someterse a las Provincias Unidas mientras Cundinamarca rechazó la incorporación de Garzón que a su vez se oponía a unirse a Neiva. El 3 de febrero de 1812 Neiva proclamó su constitución y fue nombrado presidente del cabildo José Antonio de las Barcenas. El 13 de marzo de 1812 Purificación se anexionó a Cundinamarca y el 3 de abril Neiva pidió su unión a Cundinamarca, sin embargo el 5 de noviembre de 1813 se sometió a las Provincias Unidas.
El 31 de agosto de 1815 se proclamó la independencia de la Provincia de Neiva, y la Convención Constituyente del Estado Libre de Neiva de este mismo año expide su primera Constitución. Dicha Convención declaró que la Provincia de Neiva sería independiente de España, de Cundinamarca o de cualquiera otro Gobierno que no fuere elegido popular y legítimamente por los pueblos.
El nuevo gobernador y capitán general de Nueva Granada, Francisco Montalvo Ambulodi se posesiona de su cargo el 30 de mayo de 1813, siendo ascendido a virrey el 28 de abril de 1816. El enviado español General Morillo llegó a Santa Marta el 22 de julio de 1815 para iniciar la reconquista de la Nueva Granada, comenzando así la reconquista del territorio colombiano. El 17 de mayo de 1816 los realistas tomaron Neiva.

### Época republicana
Una vez liberadas la Nueva Granada y Venezuela, se expide el 17 de diciembre de 1819 en el Congreso de Angostura la Ley Fundamental que creó la República de Colombia, cuyo vicepresidente fue el medellinense Francisco Antonio Zea. Quedaron unidas la Nueva Granada y Venezuela, divididas en tres departamentos: Cundinamarca, Venezuela y Quito. Neiva quedó como provincia del departamento de Cundinamarca.
El 12 de julio de 1821 el Congreso de Cúcuta, bajo la presidencia de José Manuel Restrepo, expidió la Constitución de Cúcuta, basada en la de Angostura, que dividió la República en departamentos y a éstos en provincias. Neiva quedó entonces como provincia del departamento de Cundinamarca.
Luego de la disolución de Colombia en 1830, se expide la constitución de 1832 en la cual la Nueva Granada se subdividió en provincias (las mismas de 1810), siendo Neiva, que correspondía aproximadamente al territorio actual del departamento del Huila más algunas partes de lo que hoy son Tolima, Cauca y Cundinamarca, una de ellas.
La Constitución de 1843 efectuó una nueva división de la República de la Nueva Granada en provincias, y estas a su vez en cantones y estos en distritos parroquiales; veinte provincias fueron conformadas, incluidas en ellas la de Neiva.
Al volver los conservadores al poder en 1855, el Congreso aprobó la reunificación de las provincias, pero esta vez con carácter de estado federal. La Confederación Granadina de 1857 estuvo integrada por ocho Estados Federales, dentro de los cuales estaba el Estado Soberano de Cundinamarca. En 1861, al consolidarse el federalismo en el país, se crea el Estado Soberano del Tolima a partir de las provincias de Mariquita y Neiva, pertenecientes hasta entonces a Cundinamarca.

## Geografía

### Límites

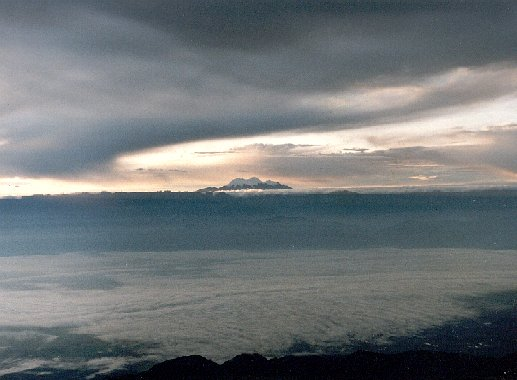
Nevado del Huila.

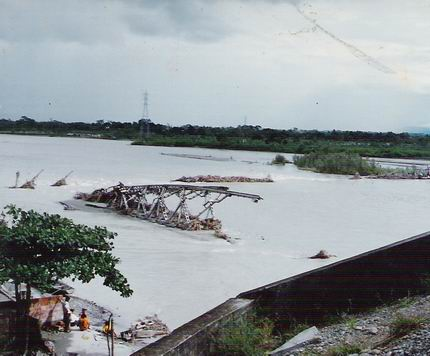
El valle alto del río Magdalena.

Los límites de la provincia no fueron estables a lo largo de los 300 años de dominio español en la región. Si bien casi siempre el perfil de la provincia correspondía a lo que hoy es el departamento del Huila, las constantes agregaciones y segregaciones cambiaban mucho la faz del territorio. El poco conocimiento de la tierra no permitió establecer límites determinados entre una y otra gobernación, salvo el caso de variaciones geográficas naturales plenamente identificables.
Al momento de la proclamación de independencia (1814), Neiva confinaba con las siguientes provincias (en el sentido de las agujas del reloj): Mariquita, Santa Fe y Popayán. Los límites entre provincias no estaban del todo claros ya que, excepto por las fronteras que marcaban los ríos Magdalena y Saldaña, nunca fueron determinados claramente. Sin embargo Agustín Codazzi durante las expediciones que se llevaron a cabo durante la Comisión Corográfica (1850-1859) realizó una minuciosa descripción de los linderos, así como de la geografía, de la mayoría de las provincias que conformaban la República de la Nueva Granada.
A grandes rasgos, los límites que correspondían a la Provincia de Neiva en 1850 comenzaban en el nevado del Huila, de allí por la cordillera hasta el páramo de Guanacas, para después pasar al páramo de las Papas; de aquí al Macizo Colombiano, siguiendo luego por las cumbres de la cordillera Oriental hasta el alto de las Cazualitas, para luego caer a la quebrada Mundonuevo, siguiendo hasta el páramo de Sumapaz. De allí siguiendo la cordillera hasta el río Fusagasugá, por este hasta su boca en el Magdalena, y de allí por el río Saldaña hasta su cabecera.

### Aspecto físico

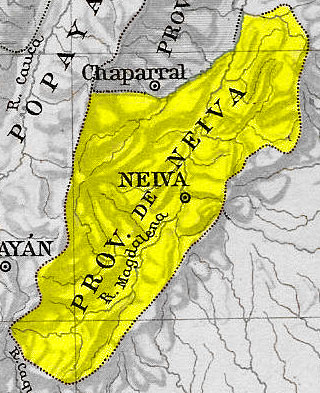
Provincia de Neiva.

La Provincia de Neiva ocupaba la región que iba desde el valle alto del río Magdalena hasta las estribaciones de las cordilleras Central y Oriental. Debido a esto la comunicación con otras provincias era difícil, especialmente con las de Mariquita y Bogotá, mercados principales de los productos que se producían en Neiva.
Al igual que los modernos departamentos que precedieron a la provincia y subsiguiente estado soberano, el terreno estaba recorrido por un sinnúmero de ríos, quebradas y caños, de entre los cuales se destacaba el Magdalena, que en aquellos días servía no solo para la práctica de la pesca como actividad económica sino para la comunicación y el comercio con las demás regiones del país.

### División territorial
La provincia de Neiva tuvo diversos tipos de división de su territorio. En un principio se encontraba dividida en partidos, que luego pasaron a llamarse jurisdicciones. Con la llegada de la independencia, estas subdivisiones pasaron a llamarse cantones, que cambiaron las antiguas jurisdicciones de extensión, y por tanto algunas de éstas fueron suprimidas. En 1825 la provincia se encontraba distribuida en los cantones de Neiva, La Plata, Purificación y Timaná. Para 1835 la provincia tenía los cantones de Neiva, Guagua, La Plata, Purificación y Timaná.
Entre 1843 y 1851 la provincia estaba conformada por los siguientes cantones, distritos parroquiales y aldeas:
- Cantón de Neiva: Neiva, Aipe, Caguán, Campoalegre, Fortalecillas, Hobo, Órganos, San Antonio, Unión y Villavieja.
- Cantón de Guagua: Yaguará, Carnicerías, Guagua, Íquira, Nátaga y Retiro.
- Cantón de Plata: Plata, Inzá y Paicol.
- Cantón de Purificación: Purificación, Alpujarra, Ataco, Coyaima, Dolores, Natagaima y Prado.
- Cantón de Timaná: Timaná, Agrado, Ceja, Garzón, Guadalupe, Jagua, Gigante, Limas, Pital, Pitalito, San Antonio del Hato y Santa Librada.

## Demografía
De acuerdo a los datos suministrados por el secretario del virreinato Francisco Silvestre, en su libro Descripción del Reino de Santafé de Bogotá en 1789, la población de la provincia ascendía a los 13.610 habitantes. En 1835, la provincia contaba ya con 77.452 habitantes.
Según el censo de 1851, la provincia contaba con 103.003 habitantes, de los cuales 48.581 eran hombres y 54.422 eran mujeres.
| Evolución demográfica de la provincia de Neiva |
|                                                |